# Lington Engineering
Die Lington Engineering Co. Ltd. war ein britischer Automobilhersteller, der nur 1920 in Bedford ansässig war.
Der Lington war ein Kleinwagen mit V2-Motor. Der Motor leistete 10 bhp (7,4 kW). Die Kraftübertragung erfolgte mittels einer Kardanwelle.

## Quelle
David Culshaw & Peter Horrobin: The Complete Catalogue of British Cars 1895–1975. Veloce Publishing plc. Dorchester (1997). ISBN 1-874105-93-6